# 1076

## Narození
- 4. ledna – Če-cung, Čínský císař říše Sung († 23. února 1100)
- 1. června – Mstislav Vladimírovič, kyjevský kníže z rodu Rurikovců († 14. dubna 1132)

## Úmrtí
- Ermengarda z Anjou, burgundská vévodkyně (* asi 1018)

## Hlava státu
- České knížectví – Vratislav II.
- Svatá říše římská – Jindřich IV.
- Papež – Řehoř VII.
- Anglické království – Vilém I. Dobyvatel
- Francouzské království – Filip I.
- Polské knížectví – Boleslav II. Smělý
- Uherské království – Gejza I. – Šalamoun protikrál
- Byzantská říše – Michael VII. Dukas